# Juan Carlos Aramburu
Juan Carlos Aramburu, argentinski rimskokatoliški duhovnik, škof in kardinal, * 11. februar 1912, Reducción, † 18. november 2004.

## Življenjepis
28. oktobra 1934 je prejel duhovniško posvečenje.
7. oktobra 1946 je bil imenovan za pomožnega škofa Tucumána in za naslovnega škofa Plataj; 15. decembra istega leta je prejel škofovsko posvečenje.
28. avgusta 1953 je postal škof Tucumána; škofovsko ustoličenje je potekalo 1. novembra istega leta. Ko je bila škofija povzdignjena v nadškofijo, je bil Aramburu 13. marca 1957 povzdignjen v nadškofa Tucumána.
14. junija 1967 je bil imenovan za nadškof pomočnika Buenos Airesa in za naslovnega nadškofa bizacenskega Turresa. 
21. aprila 1975 je postal škof Argentine za verujoče vzhodnega obredja in naslednji dan je postal nadškof Buenos Airesa.
24. maja 1976 je bil povzdignjen v kardinala in imenovan za kardinal-duhovnika S. Giovanni Battista dei Fiorentini.
10. julija 1990 se je upokojil s položaja nadškofa Buenos Airesa in 30. oktobra istega leta še s položaja škofa za verujoče vzhodnega obredja.
Znan je tudi po tem, da je dal nasvet mučiteljem, da lahko človeka mučijo, dokler ne pade v nezavest.